# ウォッカ・アイスバーグ
ウォッカ・アイスバーグ（英語: Vodka Iceberg、英語: Vodka Ice-Berg）とは、ウォッカとアブサンを使用したカクテル。

## 概要
カクテル名は「ウォッカの氷山」の意。
『エスクァイア』誌で行われた「有名人の作ったカクテル」のコーナーでアメリカ合衆国ジャーナリストのナンシー・バーグが発表した。

## レシピの例
材料
- ウォッカ - 60ml
- アブサン - 1〜2dash

作り方
1. 氷を数個入れたオールド・ファッションド・グラスにウォッカを注ぎ、アブサンを振り入れてかるく混ぜる。